# Jeune Alternative pour l'Allemagne
La Jeune Alternative pour l'Allemagne (en allemand : Junge Alternative für Deutschland ou JA) est un mouvement politique de jeunesse allemand. Fondé le 15 juin 2013 à Darmstadt et ouvert aux personnes âgées de 14 à 35 ans, il se présente comme le mouvement de jeunesse d'Alternative pour l'Allemagne (AfD), tout en restant indépendant. Le président est Carlo Clemens, les vice-présidents sont Sven Kachelmann, Mary Khan et Tomasz Froelich.

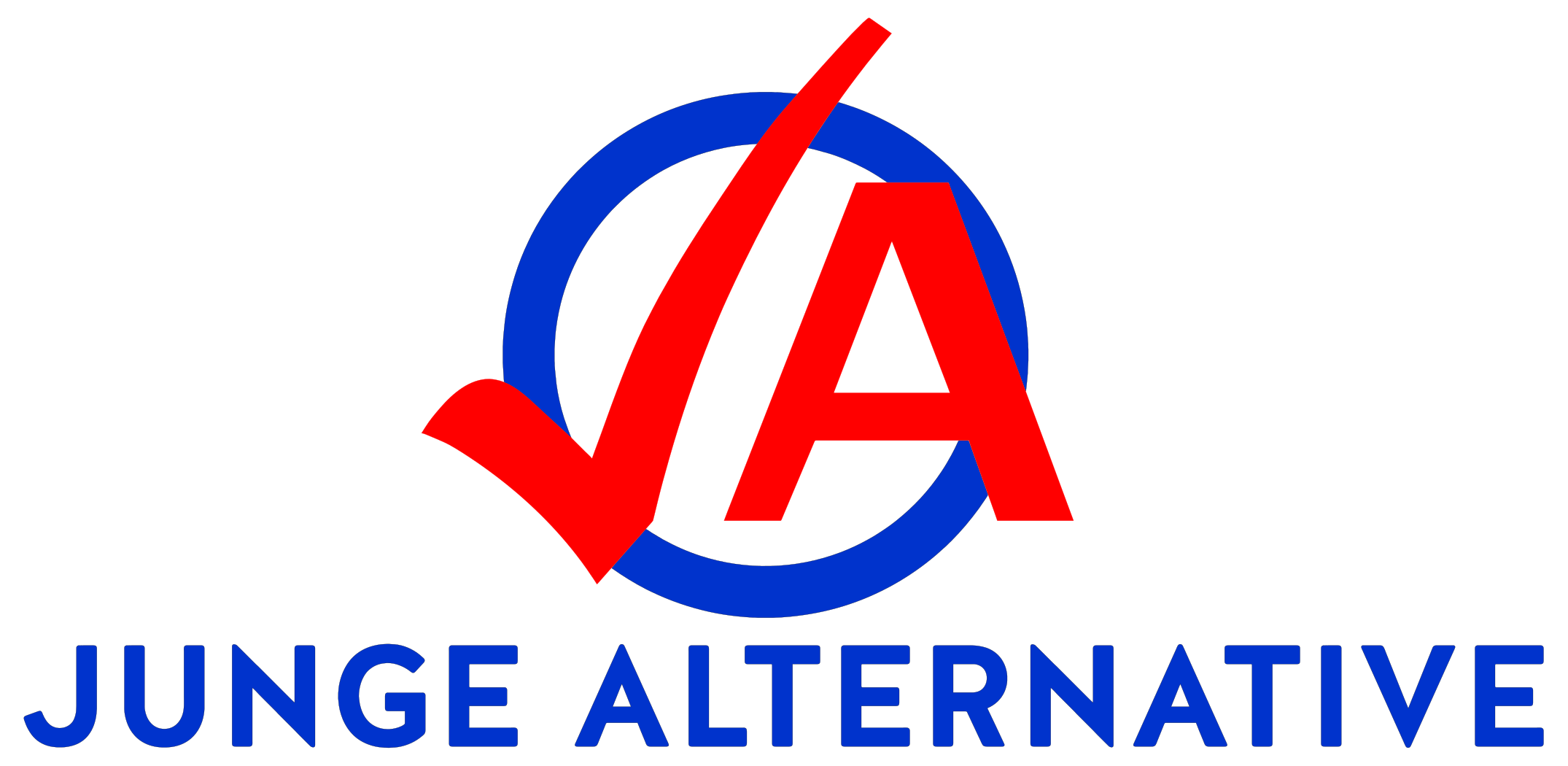
Logo jusqu'en 2019.

En 2019, l'Office fédéral de protection de la constitution (BfV) classe la Jeune Alternative comme Prüffall, ce qui signifie que l'agence surveille les activités publiques du mouvement.
Le 26 avril 2023, l'agence d'espionnage intérieure allemande classe l'organisation comme une entité extrémiste qui menace la démocratie.
En 2025, l'AfD décide de remplacer la JA par une nouvelle organisation de jeunesse, puis la JA vote son autodissolution effective à compter du 31 mars 2025.

## Histoire
La Jeune Alternative pour l'Allemagne (JA) est fondée le 15 juin 2013, quatre mois après la création de l'Alternative pour l'Allemagne (AfD), la formation mère. Initiée par des membres de l'AfD, la JA adopte rapidement des positions plus radicales, critiquant notamment la gestion de la « crise de l'euro » par les partis établis et adoptant des discours islamophobes. Malgré ses ambitions de devenir l'organisation de jeunesse officielle de l'AfD, des membres du parti, considérant la JA comme trop radicale, expriment leur réticence, voire proposent sa dissolution. Néanmoins, la JA bénéficie d'un soutien financier et personnel de certains membres de l'AfD et connaît une croissance rapide, atteignant environ 620 membres et s'établissant dans 13 des 16 États fédéraux allemands en seulement un an. Compte tenu de l'indépendance de la JA, elle est considérée par la hiérarchie de l'AfD comme quelque peu indisciplinée, étant accusée à plusieurs reprises par les médias allemands d'être « trop à droite », politiquement régressive et anti-féministe.
En mars 2014, la JA accueille Nigel Farage, invité à s'adresser à la section de l'organisation de Rhénanie du Nord-Westphalie, à Cologne. L'invitation est contraire à une décision de l'exécutif national de l'AfD dont la politique est que les contacts officiels avec les partis étrangers ne sont décidés que par celui-ci. La présence de Nigel Farage conduit apparemment à une détérioration des relations avec Bernd Lucke, à la tête de l'AfD, qui qualifie cette décision de « signe de mauvais tact politique ».
La JA lance une campagne antiféministe intitulée  Gleichberechtigung statt Gleichmacherei (diversement traduite par « l'égalité des droits, pas le nivellement par le bas » ou « l'égalité au lieu de l'uniformité ») sur Facebook, en réponse aux Jusos qui publient des photos en faveur du féminisme pour marquer la Journée internationale de la femme. La page Facebook de JA décrit le féminisme comme une « idéologie de gauche » et demande aux gens d'écrire des raisons de le rejeter. La JA s'oppose également aux propositions de quotas genrés en Allemagne pour motiver les femmes. Certains médias allemands qualifient aussi de mauvais goût les documents de campagne électorale de la JA, qui montrent des femmes attirantes en maillot de bain sous le slogan de la campagne. La JA poursuit avec une affiche de quatre hommes torse nu sous le slogan « Mettre fin à la justice douce ».
En mai 2014, la JA aurait irrité encore les dirigeants de l'AfD avec une déclaration publiée sur Facebook préconisant une action d'autodéfense contre le crime.
Après sa rapide ascension, la JA tente de renforcer ses structures organisationnelles pour contrôler les demandes des membres, adoptant notamment son premier statut en janvier 2015. Cependant, son contrôle sur les positions des membres reste faible. Des tensions idéologiques internes émergent, reflétées par une rotation élevée des présidents. La montée en puissance d'une direction plus radicale se concrétise avec l'élection de Markus Frohnmaier (de) en 2015. Malgré des tentatives de distance formelle vis-à-vis des groupes d'extrême droite, certains dirigeants de la JA maintiennent des contacts avec eux. En novembre 2015, l'AfD reconnaît finalement la JA comme son organisation de jeunesse officielle, marquant ainsi le triomphe de l'aile radicale au sein du parti.
En février 2024, il est révélé que certains jeunes de l'AfD souhaitent rendre la lecture de Mein Kampf obligatoire dans les écoles ainsi que l'exécution des opposants politiques.
Lors de son congrès fédéral en janvier 2025, l'AfD décide de remplacer la JA par une nouvelle organisation de jeunesse. Cette décision intervient alors que la JA est officiellement considérée comme une organisation extrémiste par l'Office fédéral de protection de la Constitution, qui la place sous surveillance. D'après les statuts adoptés, cette nouvelle structure doit être plus étroitement liée au parti, avec l'obligation pour ses membres âgés de plus de 16 ans d'adhérer également à l'AfD,. En février 2025, la JA vote sa dissolution en tant qu'organisation indépendante lors d'un congrès fédéral, devant prendre effet au 31 mars 2025.